# DR-Baureihe 93.16
In der Baureihe 93.16 fasste die Deutsche Reichsbahn Tenderlokomotiven verschiedener Privatbahnen mit der Achsfolge 1'D1' zusammen:
- 93 1601–1602: MFWE Nr. 33 und 34
- 93 1611–1612: PE Nr. 7 und 22